# Heinrich Sutermeister
Heinrich Sutermeister, švicarski skladatelj, * 12. avgust 1910,  Feuerthalen, Švica, † 16. marec 1995, Vaux-sur-Morges, Švica.
Glasbo je študiral v Münchnu, kjer je bil njegov učitelj mdr. skladatelj Carl Orff. Najbolj poznan je kot skladatelj oper, ki so jih uprizarjali tudi na slovenskih odrih. Skladal je še balete, koncerte, maše ...

## Opere (izbor)
- Romeo in Julija (1940)
- Čarobni otok (1942)
- Razkolnikov (1948)
- Gospa Bovary (1967)